# Castell d'Alnwick
El Castell d'Alnwick és un castell i casa pairal a Alnwick, comtat de Northumberland, Anglaterra (Regne Unit) i és la residència dels Ducs de Northumberland, construït immediatament després de la conquesta normanda, renovat i remodelat en diverses ocasions, d'estil gòtic anglès. És un edifici que té protecció de Grau I. L'any 2012 va rebre 800000 visitants.

## Història

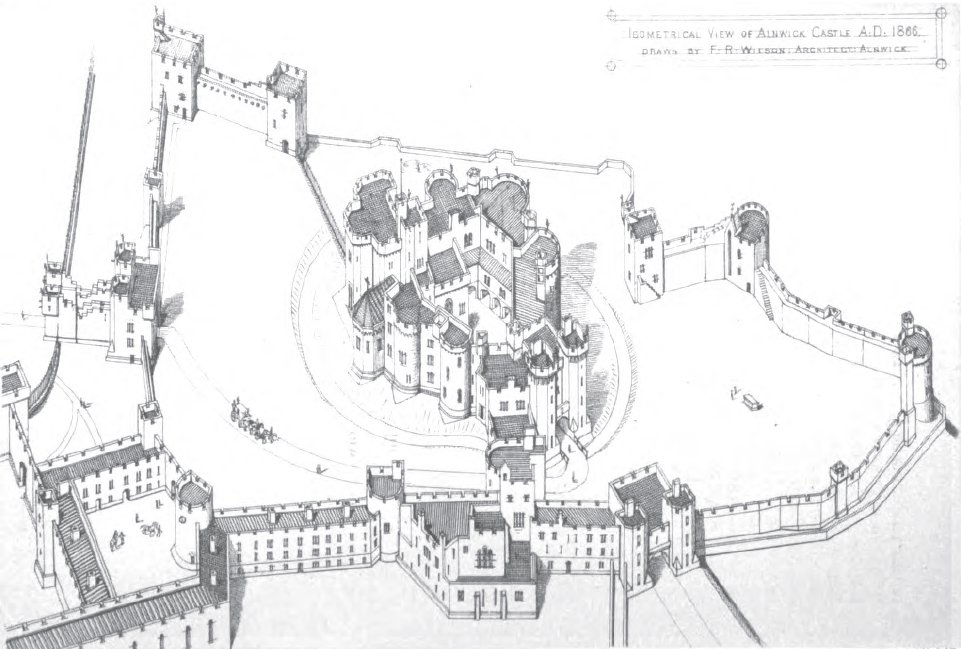
Vista aèria del castell on s'aprecia el pati interior.

Yves de Vescy, Baró d'Alnwick, va erigir les primeres parts del castell l'any 1096. Va ser construït per defensar la frontera nord anglesa de les invasions escoceses. Va ser assetjat l'any 1172 i posteriorment una altra vegada l'any 1174 per Guillem I d'Escòcia, que va ser capturat fora de les muralles durant la batalla d'Alnwick. L'any 1309 va ser comprat a Antony Bek, bisbe de Durham, per Henry de Percy, Primer Baró Percy i ha estat administrat per la família Percy, Comtes i posteriors Ducs de Northumberland des de llavors. El primer Percy senyor d'Alnwick va restaurar el castell i la Torre de l'Abat, la Porta del Mitjà i la Torre del Conestable van sobreviure a aquest període. En els anys 1404 i 1405, els Percy es van rebel·lar contra Enric IV, qui va assetjar i va prendre el castell.
Durant la Guerra de les Dues Roses que va ser duta a terme contra el Rei Eduard fins a la seva rendició a mitjan setembre de 1461 després de la batalla de Towton. Reconquistat per Sir William Tailboys durant l'hivern que es va lliurar a Hastings, John Howard i Sir Ralph Grey de Helton a la fi de juliol de 1462. Grey va ser nomenat capità però es va rendir després d'un fort setge a principis de tardor. El Rei Eduard va respondre amb vigor i quan el Comte de Warwick va arribar al novembre, la Reina Margarita i el seu conseller francès, Pierre de Breze van ser forçats a navegar a Escòcia a la recerca d'ajuda. Van organitzar una força escocesa, al comandament d'Angus i Pierre de Breze establerta el 22 de novembre. L'armada de Warwick, comandada per l'experimentat Conde de Kent i l'acabat de perdonar Lord Scales, van impedir l'arribada de notícies a través de les famolenques guarnicions. Com a resultat d'això els castells de Bamburgh i Dunstanburgh van acceptar el tracte i es van rendir. Però Hungerford i Whittingham dirigits per Alnwick van resistir fins que Warwick va ser forçat a rendir-se amb l'arribada d'Angus i de Breze el 5 de gener de 1463.
La família Lancaster va perdre una gran oportunitat per portar a Warwick a batalla en lloc de retirar-se, deixant després de si només una força simbòlica que es va lliurar l'endemà.
Per a maig de 1463 Alnwick estava en mans dels Lancaster per tercera vegada des de la batalla de Towton, traït per Grey Heton qui va enganyar al comandant, Sir John Astley. Astley va ser empresonat i Hungerford va assumir de nou en comandament.
Després de les victòries de Montagu a Hedeley Moor i Hexham l'any 1464 Warwick va arribar abans que Alnwick i va rebre la seva rendició l'endemà.
El 6º Comte de Northumberland va dur a terme nombroses renovacions al segle xvi. En la segona meitat del segle xviii Robert Adam va dur a terme més modificacions. El castell va ser representat en diversos paisatges pintats per l'italià Canaletto (un d'ells es conserva a Madrid, Museu Thyssen-Bornemisza).
Els interiors eren en gran manera en estil Strawberry Hill gòtic que no era en absolut característic de la seva obra, que en general era neoclàssica. No obstant això al segle xix Algernon, 4º Duc de Northumberland va reemplaçar la majoria d'aquesta decoració per una arquitectura menys ostentosa dissenyada per Anthony Salvin.D'acord amb la pàgina web oficial gran part dels treballs d'Adam sobreviuen, però molt pocs o cap d'ells roman a les habitacions principals que s'ensenyen al públic, les quals van ser redecorades en l'era victoriana per Luigi Canina en un estil italianitzant molt opulent.

## Ús actual

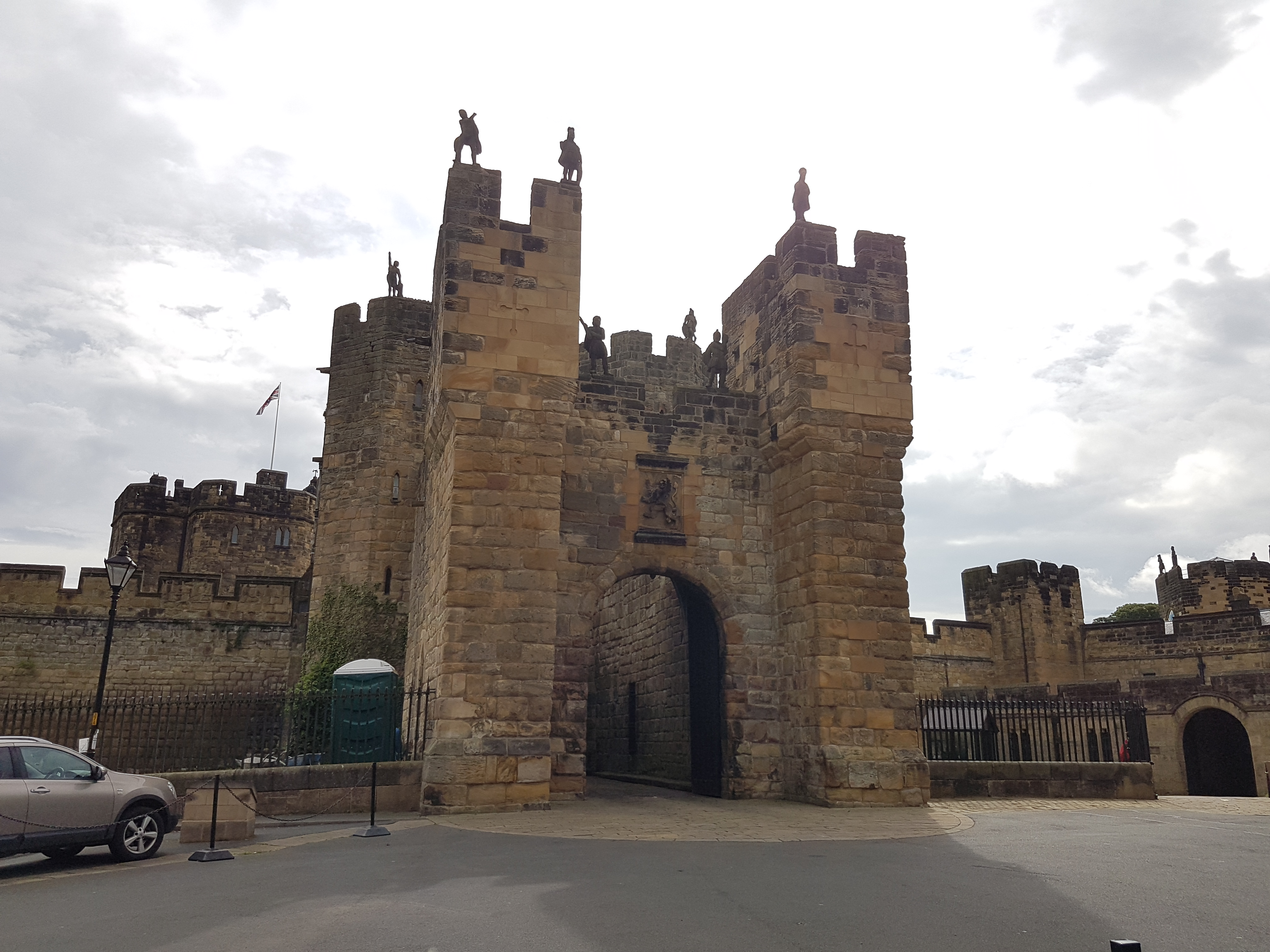
Entrada principal al castell.

Des de la II Guerra Mundial, parts del castell has estat utilitzades com a centres d'ensenyament: en primer lloc, per l'Institut de Noies de l'Església de Newcastle, posteriorment entre 1945 a 1975, col·legi d'entrenament de professors, i des de 1981, per la Universitat Estatal de Sant Cloud com a branca del seu campus dedicat al Programa d'Estudis Internacionals.
A les torres del perímetre del castell es realitzen exposicions especials. La Torre Postern, mostra una exposició sobre els Ducs de Northumberland i el seu interès en l'arqueologia, inclou els frescos de Pompeya, relíquies d'antic Egipte i objectes anglo-romans. La Torre del Conestable alberga una mostra semblant a l'exposició local de "Els tenaços Voluntaris de Percy", mostra la resistència que van oferir uns soldats voluntaris al pla de Napoleó per realitzar una invasió entre els anys 1789 i 1814. La Torre de l'Abat alberga el Museu del Regiment dels Fusellers de Northumberland.
Altres instal·lacions obertes al públic, inclouen Knight's Quest (anteriorment Knight's School), Dragons Quest, la tenda de souvenirs, la cafeteria i restaurant del pati; i El Santuari del Castell.
El castell ha estat usat com a localitzacions d'interiors en les pel·lícules d'Harry Potter i en la sèrie Downton Abbey. Prèviament va ser usat com a escenari de Becket, L'Escurçó Negre i Robin Hood: Príncep dels lladres.
El castell està obert al públic tot l'estiu. Després del Castell de Windsor, és el segon major castell habitat d'Anglaterra. El castell va quedar en la desena posició de l'enquesta de l'Associació anglesa de visitants de llocs històrics, amb 195.504 visitants l'any 2006

## Jardí d'Alnwick

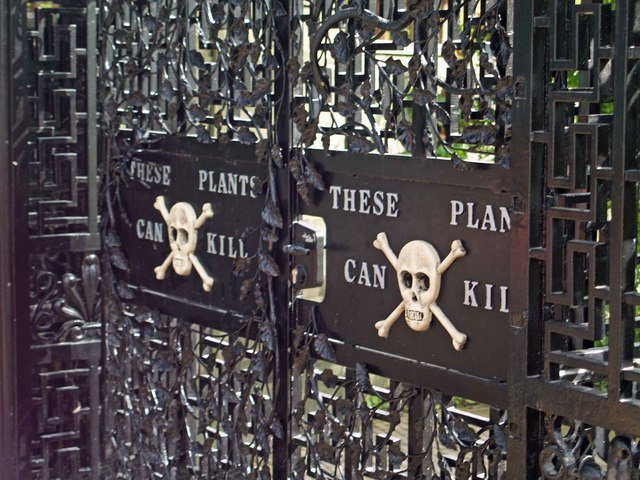
Entrada al Jardí Verinós.

El jardí d'Alnwick és un complex de jardins formals adjacents al castell construïts l'any 1750. Els jardins tenen una llarga història sota el comandament dels ducs de Northumberland, però van caure en mal estat fins que va reviure en l'inici del segle xxi. Durant la Segona Guerra Mundial, el jardí va ser lliurat a l'Estat i va proporcionar aliments a la població més devastada, però poc després l'austeritat del segle xx va fer que el jardí caigués en desús. Va ser tancat com un jardí de cultiu l'any 1950.
El jardí ara compta amb diverses plantes temàtiques dissenyades al voltant d'una cascada d'aigua central. El ressorgiment dels jardins va portar a diverses disputes públiques entre la duquessa de Northumberland i diversos experts del jardí sobre la preservació i l'ús de fons públics.
Al febrer del 2005 es va agregar un jardí amb plantes tòxiques i verinoses. Entre les espècies del Jardí Verinós es troben Strychnos nux-vomica (font de estricnina), cicuta, Ricinus communis (font d'oli de ricí inofensiu però també ricina mortal), didaleres, Atropa belladonna (comunament anomenat Ombra nocturna mortal), Brugmansia i Laburnum. La missió del Jardí Verinós també inclou educació sobre drogues, amb plantes plantades de cànnabis, coca i la flor de l'opi Papaver somniferum.

## Quadre de Rafael
En aquest castell es va conservar durant segles l'ara famós quadre de Rafael, Verge dels clavells. Subestimat antigament com a còpia, va ser identificat per l'expert Nicholas Penny i adquirit l'any 2004 per la National Gallery de Londres. Aquesta compra, amb un cost de 22 milions de lliures esterlines, va ser recolzada econòmicament per diverses institucions i donants privats, i va evitar la previsible exportació de la pintura.